# Chrostosoma semirubra
Chrostosoma semirubra là một loài bướm đêm thuộc phân họ Arctiinae, họ Erebidae.